# Obskurantyzm

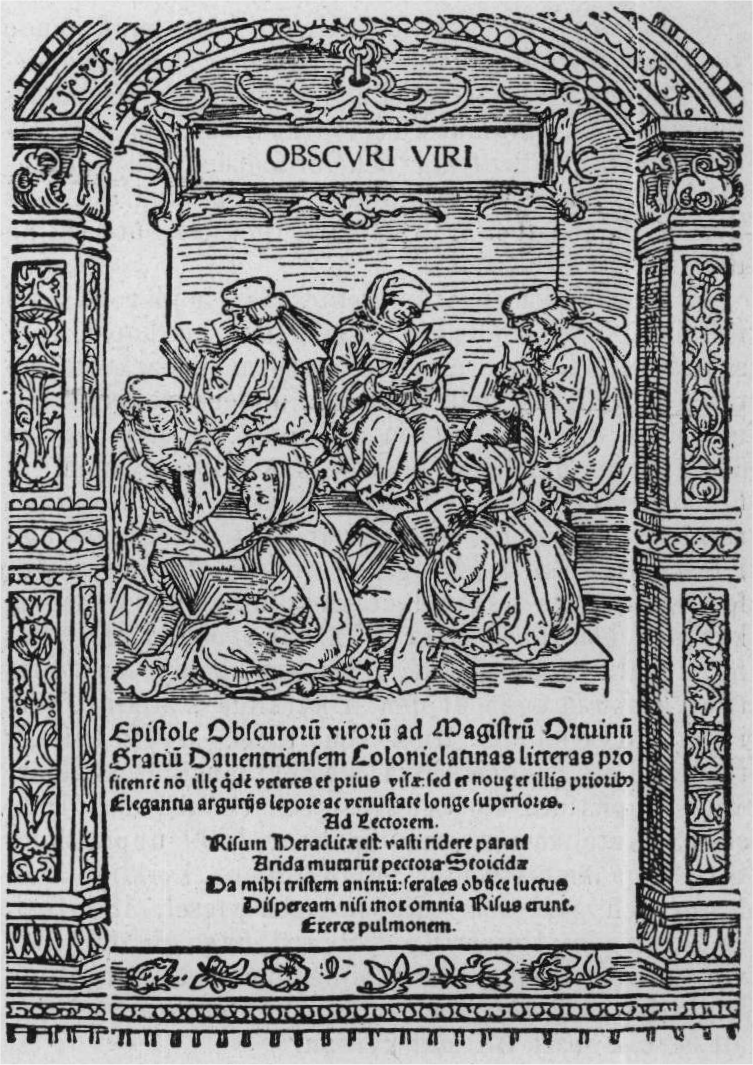
Epistolæ Obscurorum Virorum – Listy ciemnych mężów.

Obskurantyzm (od łac. obscurare, obscurans „zaciemniać, zaciemniający”) – ciemnota umysłowa, wstecznictwo, kołtuństwo, wrogie nastawienie do postępu i oświaty oraz praktyka celowego zapobiegania poznaniu faktów lub szczegółów jakiejś sprawy. Termin powstały w okresie oświecenia określający doktrynę katolicką i nastawienie Kościoła wobec kultury. W satyrycznej wizji  Stanisława Kostki Potockiego stolicą obskurantyzmu jest Ciemnogród, a szerzący ciemnotę mieli być odznaczani Orderem Niedźwiadka.
Istnieją dwa historyczne i intelektualne znaczenia tego terminu:
1. Ograniczanie wiedzy przez odcięcie społeczeństwa od jej źródeł,
2. Styl w literaturze i sztuce charakteryzujący się celową niejasnością, ogólnikowością[4][5].

Termin „obskurantyzm” pochodzi od tytułu szesnastowiecznej satyry Epistolæ Obscurorum Virorum powstałej w Niemczech. W XVIII wieku filozofowie okresu oświecenia określali tym terminem działania wrogie oświeceniowej koncepcji szerzenia wiedzy.
Obskurantyzm jest elementem nurtów: antyintelektualizmu, elitaryzmu oraz fundamentalizmu religijnego. Według tych poglądów wiedza powinna być dostępna jedynie dla klasy rządzącej, natomiast ogół społeczeństwa uznaje się za niegodny poznania faktów i prawdy. Obskurantyzm jest zasadniczo antydemokratyczny. W osiemnastowiecznej Francji markiz de Condorcet dowodził, że obskurantyzm arystokracji doprowadził do problemów społecznych, które stały się przyczyną rewolucji francuskiej. W XIX wieku matematyk William Kingdon Clifford opisał obskurantyzm duchownych, którzy w prywatnych rozmowach zgadzali się z teorią ewolucji, publicznie zaś krytykowali teorię jako pogląd niechrześcijański.
Obskurantyzm jest związany zwykle z religijnym fundamentalizmem, jest jednak udzielnym poglądem niezwiązanym z doktrynami teologicznymi. Fundamentalizm zakłada szczere wyznanie wiary, obskurantyzm zakłada manipulację wiarą jako praktykę polityczną. Realizując swoje cele obskuranci ograniczają możliwość pogłębiania, szerzenia i publikowania wiedzy oraz dowodów przeciwnych wspólnej wierze w „status quo”, w którym rządzi naród, co jest lokalną odmianą niezbędnego, tzw. szlachetnego kłamstwa (ang. noble lie), pojęcia wprowadzonego do dyskursu politycznego przez Platona w roku 380 p.n.e. Stąd utrzymywanie „status quo” jako ograniczenia wiedzy noszącego znamiona obskurantyzmu stosowane jest zarówno przez pronaukowych reformatorów w ruchach religijnych oraz  sceptyków, takich jak Henry Louis Mencken, a także w krytyce religii.